# 발리로 가는 길
발리로 가는 길(Road To Bali)은 미국에서 제작된 할 워커 감독의 1952년 코미디, 뮤지컬 영화이다. 빙 크로스비 등이 주연으로 출연하였고 해리 튜겐드 등이 제작에 참여하였다.

## 출연

### 주연
- 빙 크로스비
- 밥 호프
- 도로시 라무어

### 조연
- 머빈 바이
- 피터 코
- 랠프 무디
- 레온 아스킨

## 제작진
- 미술: 헐 페레이라
- 특수효과: 고든 제닝스
- 의상: 에디스 헤드
- 기타스텝: 파시어트 에더아트